# Den kristne side
Den kristne side (Den hellige side) er den lokale betegnelse for den del af Sønderborg som ligger på Sundevedsiden.
Navnet stammer fra tiden med pontonbroen Frederik VII's Bro der eksisterede fra 1856 til 1930, som forbandt de to bydele på hver side af Als Sund. Hvis man ville passere broen, skulle der betales bropenge. Dette gjaldt dog ikke om søndagen. Byen havde nemlig kun én kirke, Sankt Marie Kirke, som lå på Alssiden. Befolkningen på den modsatte side fik derfor gratis passage over broen for at kunne komme til gudstjeneste om søndagen, hvilket medførte en sand folkevandring over broen hver søndag.
Selvom passagen over Als Sund har været gratis siden indvielsen af Kong Christian den X's Bro i 1930, har betegnelsen hængt ved og benyttes stadig.